# برنامج تيانقونغ

رسم تخطيطي لتيانقونغ-1

برنامج تيانقونغ (بالصينية: 天宫) هو برنامج محطة فضاء لجمهورية الصين الشعبية، يهدف إلى إنشاء محطة فضاء من الجيل الثالث مشابهة لمحطة مير. بدأ البرنامج في عام 1992 باسم مشروع 921-2 وبحلول يناير 2013 إنتقلت الصين قدما نحو برنامج بناء متعدد المراحل سوف يقود إلى إنشاء محطة فضاء ضخمة بحلول 2020.